# Hobby Japan
Hobby Japan Co., Ltd. (株式会社ホビージャパン Kabushiki gaisha Hobī Japan?) es una compañía editorial conocida por publicar y lanzar libros, revistas, novelas ligeras, juegos y coleccionables. Fue fundada el 27 de septiembre de 1969. La compañía posee y distribuye publicaciones como la revista homónima Hobby Japan, así como Uchusen. La compañía también ha lanzado una serie de juegos de rol y juegos de mesa, así como figuras de acción relacionadas con las franquicias de anime y manga.

## Juegos de rol
- Dungeons & Dragons 3rd, 3.5 and 4th edition (translated)
- Warhammer Fantasía Roleplay 2nd edition
- Ring Master I: The Shadow of Filias - Filias Nogisu no Anun (Sharp X68000, 1989)
- Ring Master II: Forget You Not, Evermore - Eien Naru Omoi (Sharp X68000, 1990)

## Libros de juego
- Queen's Blade
- Fighting Fantasy

## Anime
- Queen's Blade
- Hyakka Ryōran Samurai Girls
- Sin: Nanatsu no Taizai
- Rokujōma no Shinryakusha!?

## Otros
- Bikini Warriors